# Freda Dudley Ward
Freda Dudley Ward (* 28. Juli 1894 in Nottinghamshire als Winifred May Birkin; † 16. März 1983 in London) war eine britische High-Society Lady und Mätresse des Prince of Wales und späteren Königs Eduard VIII.

## Leben
Winifred May Birkin war die älteste Tochter von vier Kindern des wohlhabenden Textilfabrikanten und Colonels Charles Wilfred Birkin (1865–1932) und seiner amerikanischen Ehefrau Claire Lloyd Howe († 1934). Zusammen mit ihren Geschwistern, Violet Hilda Margaret (1899–1953), Vera Lilian Margaret (1903–1970) und Charles Lloyd (1907–1985), verbrachte Freda – wie sie innerhalb der Familie gerufen wurde – die Sommermonate in Nottinghamshire und in Biarritz. Sie wurde von Privatlehrern sowie im exklusiven Mädcheninternat Les Ruches in Fontainebleau erzogen.
Am 9. Juli 1913 heiratete sie in der St Margaret’s Church, Westminster, London, den Parlamentsabgeordneten William Dudley Ward (1877–1946), Sohn von William Humble Ward und Eugenie Violet Adele Brett. Aus der Ehe, die 1931 geschieden wurde, gingen zwei Töchter hervor:
- Penelope Dudley-Ward (1914–1982)

⚭ 1939–1944 Harry Anthony Compton Pelissier
⚭ 1948 Sir Carol Reed
- Clare Angela Louise (1916–1999)

⚭ 1935 Maj.-Gen. Sir Robert Laycock

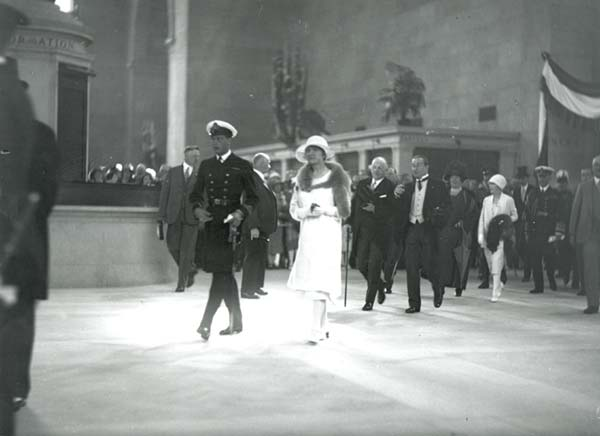
Der Prince of Wales und Freda Dudley Ward bei der Eröffnung der Union Station in Toronto, 1927

Im Februar 1918 war Mrs. Dudley Ward mit einer Freundin unterwegs, als ein Bombenalarm sie zwang, in einem Hauseingang am Belgrave Square Schutz zu suchen. Die Hausherrin, die gerade eine Party gab, bat die beiden Frauen in den sicheren Keller zu kommen. Hier lernte Freda den britischen Thronfolger Eduard, genannt David (1894–1972) kennen und blieb später auf der Party. In den nächsten fünf Jahren war Fredie, wie er sie nannte, seine ständige Begleiterin bei Dinners, Gartenpartys und Festen in der höheren Gesellschaft, in der die Liaison allgemein bekannt war, auch Fredas Gatte wusste davon. 1929 wurde Thelma Furness, Viscountess Furness, die Ehefrau eines Schiffsmagnaten, die neue Favoritin des Prinzen. Freda Dudley Ward blieb nach wie vor seine engste Vertraute bis 1934, bis zum Beginn seiner Beziehung mit der zweimal geschiedenen Wallis Simpson.
Am 20. Oktober 1937 heiratete Freda in zweiter Ehe den Aristokraten Pedro Jose Isidro Manuel Ricardo Mones Maury, Marques de Casa Maury († 1968). Die Ehe wurde 1954 geschieden. Später lebte sie zurückgezogen in ihrem Londoner Stadthaus.

## Name in verschiedenen Lebensphasen
- 1894–1913 Winifred May Birkin
- 1913–1931 (annulliert) Winifred May Dudley Ward
- 1937–1954 (annulliert) Winifred May Mones, Marquesa de Casa Maury

## Erwähnenswertes
- In den Memoiren des Duke of Windsor wird Freda, die große Liebe seiner Jugend, mit keinem einzigen Wort erwähnt. Es wird vermutet, dass seine Witwe Wallis Simpson die Passagen aus dem Manuskript herausgenommen hat.
- Freda Dudley Ward war die Großtante der Schauspielerin Jane Birkin.
- Siehe auch: Liste der Mätressen der Könige von England